# Stůl pro pět
Stůl pro pět (v anglickém originále Table for Five) je americký dramatický film z roku 1983. Režisérem filmu je Robert Lieberman. Hlavní role ve filmu ztvárnili Jon Voight, Richard Crenna, Marie-Christine Barrault, Millie Perkins a Roxana Zal. 

## Děj
J.P. Tannen (Voight) je bývalý profesionální golfista žijící v Kalifornii. Odcizil se svým třem dětem, které žijí v New Yorku s matkou Kathleen (Millie Perkins) a nevlastním otcem, advokátem Mitchellem (Crenna). Ve snaze znovu vstoupit do života svých dětí se Tannen rozhodne vzít je na plavbu po Středozemním moři. Tannen, který ke Kathleen stále něco cítí, chce, aby mu uvěřila, že se změnil, ale ona o tom není přesvědčena.
Na plavbě Tannena rozptyluje myšlenka, že bude balit ženy, včetně francouzské archeoložky Marie (Marie-Christine Barrault), a často nechává děti, aby se o zábavu postaraly samy. V jídelně si rezervuje stůl pro pět osob a tajně očekává, že na pátou židli usadí svoji dámskou společnost.
Nejmladší syn Truman-Paul (Robby Kiger) má poruchu učení, kterou se Tannen netrpělivě snaží překonat. Nejstarší adoptovaný syn Trung (Son Hoang Bui) je chycen, když kradl jídlo z kuchyně na lodi a snažil se objednat nápoje s falešným průkazem totožnosti. Jejich sestra Tilde (Roxana Zal) je rozumná a citlivá dívka, ale příliš mladá na to, aby měla na chlapce rodičovský vliv.
Tannen začíná mít pocit, že nedokáže fungovat jako tradiční otec, a tak dětem navrhne, aby ho považovaly za "kamaráda", a dokonce mu říkají "J.P." Cesta se dočasně vrací do normálních kolejí, když loď poprvé zavítá do Říma. Rodina se společně baví a Marie je ohromena, když vidí, jak Tannen pečuje o děti.
Ale zatímco jsou na cestě k další zastávce, Athénám, Tannen obdrží zdrcující zprávu. Kathleen zahynula při autonehodě v New Yorku, když vezla rodinného psa k veterináři. Zarmoucený Tannen se v Aténách setkává s nevlastním otcem dětí Mitchellem, který mu vysvětluje, že Kathleen již byla pohřbena a poté odletěl do Evropy, aby doprovodil děti domů, kde se později bude konat smuteční obřad. Tannen trvá na tom, že to dětem řekne sám, a žádá více času. Mitchell se mu to snaží rozmluvit, ale nakonec souhlasí, že děti ještě chvíli nechá s otcem.
Loď pokračuje do Káhiry. Když se děti prohlížejí památky, Tannen se v místní hospodě znovu setkává s Mitchellem, aby mu řekl, že začal uvažovat o tom, že bude usilovat o plné péči o děti. Jejich rozhovor přeroste v hádku plnou nadávek.  Mitchell poukazuje na to, jakým nepřítomným rodičem Tannen je, když nezná ani jména kamarádů a učitelů svých dětí. Naznačí, že ví o Tannenových neúspěšných obchodních transakcích, a slíbí, že využije své schopnosti právníka, aby ho zničil.
Tannen přizná Marii pravdu o tom, jak málo času vlastně za ta léta věnoval svým dětem. Marie se přidá k rodině na výlet ke pyramidám. Tam se Tannen konečně zhroutí a informuje děti, že jejich matka zemřela. Děti jsou zdrcené.
Na další zastávce v Tunisu Trung uteče. Vydá se prvním člunem ke břehu s úmyslem odpracovat si návrat zpět do USA. Tilde řekne otci, že Trung v minulosti utíkal, což je další skutečnost, o které nevěděl. Objeví ho na tržišti a po honičce ho dostihnou. Tannen chlapce donutí, aby se mu otevřel, načež mu Trung rozzlobeně řekne, že potřebuje Tannena jako otce, ne jako "kamaráda".
Mitchell čeká v Janově, připraven odvézt děti zpět do Spojených států a do jejich domova. Tak jemně, jak jen umí, Tannen Mitchellovi oznámí, že si je nechá. Poté vypočítá seznam přátel a učitelů dětí a ukazuje Mitchellovi, že je odhodlán se vcítit do jejich života.

## Obsazení
| Jon Voight               | J. P. Tannen |
| Richard Crenna           | Mitchell     |
| Marie-Christine Barrault | Marie        |
| Millie Perkins           | Kathleen     |
| Roxana Zal               | Tilde        |
| Robby Kiger              | Truman-Paul  |
| Son Hoang Bui            | Trung        |
| Maria O’Brien            | Mandy        |
| Kevin Costner            | novomanžel   |